# زیردریایی یو-۲۵۲
زیردریایی یو-۲۵۲ (به انگلیسی: German submarine U-252) یک زیردریایی بود که طول آن ۶۷٫۱ متر (۲۲۰ فوت ۲ اینچ) بود. این زیردریایی در سال ۱۹۴۱ ساخته شد.